# Tomáš Svoboda (lední hokejista)
Tomáš Svoboda (* 24. února 1987 Litoměřice) je český profesionální hokejista v současnosti hrající za tým SK Horácká Slavia Třebíč. Nastupuje na pozici útočníka. Je vysoký 182 centimetrů, váží 85 kilogramů.
S hokejem začal v Litoměřicích, tak jako jeho otec. V mládežnických kategoriích hrál za tým Slavie Praha, kdy se také dostal do reprezentačního výběru. V A týmu Slavie Praha začal pravidelně nastupovat v sezóně 2009/2010. V prosinci 2011 přestoupil do HC Kometa Brno. V roce 2014 odešel z HC Kometa Brno do týmu HC Vítkovice Steel na hostování do konce sezóny. V roce 2015 se vrátil do HC Kometa Brno, ale hned na začátku roku přestoupil do klubu HC Škoda Plzeň, kde působil 2 roky a získal s týmem bronz v roce 2016. V roce 2017 se vrátil zpět do HC Kometa Brno.

## Hráčská kariéra
- 2005-06 Drummondville Voltigeurs QMJHL
- 2006-07 Drummondville Voltigeurs QMJHL
- 2007-08 Acadie–Bathurst Titan QMJHL
- 2008-09 HC Slavia Praha, HC Rebel Havlíčkův Brod (1. liga)
- 2009-10 HC Slavia Praha, HC Rebel Havlíčkův Brod (1. liga)
- 2010-11 HC Slavia Praha
- 2011-12 HC Slavia Praha, HC Kometa Brno
- 2012-13 HC Kometa Brno
- 2013-14 HC Kometa Brno
- 2014/2015 HC Kometa Brno (E), HC Vítkovice Steel (E) (hostování)
- 2015/2016 HC Kometa Brno (E), HC Škoda Plzeň (E)
- 2016/2017 HC Škoda Plzeň (E)
- 2017/2018 HC Kometa Brno (E), HC Dynamo Pardubice (E) (hostování)
- 2018-2019 HC Dynamo Pardubice (ELH), Piráti Chomutov (E) (hostování)
- 2019-2020 Orli Znojmo (EBEL)
- 2020-2021 Orli Znojmo (2. liga), HC Stadion Litoměřice (1. liga) (hostování)
- 2021-2022 Orli Znojmo (EBEL)
- 2022-2023 Orli Znojmo (2. liga), HC Dynamo Pardubice ,,B" (1. liga) (hostování)
- 2023-2024 Orli Znojmo (1. liga)
- 2024-2025 SK Horácká Slavia Třebíč (1. liga)